# چارتراوک (کالیفرنیا)
چارتراوک (به انگلیسی: Charter Oak) یک منطقهٔ مسکونی در ایالات متحده آمریکا است که در شهرستان لس‌آنجلس، کالیفرنیا واقع شده‌است. چارتراوک ۲٫۴۰۳ کیلومتر مربع مساحت و ۹٬۳۱۰ نفر جمعیت دارد و ۲۳۲ متر بالاتر از سطح دریا واقع شده‌است.